# Diocesi di Valdivia
La diocesi di Valdivia (in latino Dioecesis Valdiviensis) è una sede della Chiesa cattolica in Cile suffraganea dell'arcidiocesi di Concepción. Nel 2022 contava 267.915 battezzati su 394.734 abitanti. È retta dal vescovo Santiago Jaime Silva Retamales.

## Territorio
La diocesi si trova nella regione di Los Ríos, nel Cile centrale, e comprende per intero la provincia del Ranco e i comuni di Valdivia, Corral, Los Lagos e Paillaco nella provincia di Valdivia.
Sede vescovile è la città di Valdivia, dove si trova la cattedrale di Nostra Signora del Rosario.
Il territorio si estende su 13.679 km² ed è suddiviso in 17 parrocchie, raggruppate in 2 decanati: Sant'Antonio abate e San Giuseppe.

### Parrocchie
Decanato di Sant'Antonio abate
- Cattedrale Nostra Signora del Rosario, Valdivia
- Nostra Signora della Mercede, Valdivia
- Sant'Agnese, Valdivia
- Sacro Cuore di Gesù, Valdivia
- Buon Pastore, Valdivia
- San Paolo, Valdivia
- San Pio X, Valdivia
- Nostra Signora del Carmine, Valdivia
- Santi Giovanni e Pietro, Valdivia
- Preziosissimo Sangue, Valdivia
- Cristo Re, Valdivia
- Nostra Signora del Transito, Corral

Decanato di San Giuseppe
- Immacolata Concezione, Río Bueno
- San Corrado, Futrono
- Nostra Signora di Lourdes, Paillaco
- San Giuseppe, La Unión
- Ognissanti, Los Lagos

## Storia
La missione sui iuris di Valdivia è stata eretta il 14 giugno 1910, ricavandone il territorio dalla diocesi di San Carlos de Ancud.
Il 25 settembre 1924 la missione sui iuris fu elevata ad amministrazione apostolica.
L'amministrazione apostolica fu eretta una prima volta in diocesi il 7 marzo 1930 con la bolla Universalis Ecclesiae di papa Pio XI, ma la bolla non trovò attuazione.
L'8 luglio 1944 l'amministrazione apostolica è stata nuovamente elevata a diocesi con la bolla Apostolicis sub plumbo Litteris di papa Pio XII. Contestualmente si ingrandì con alcuni territori sottratti al vicariato apostolico di Araucanía (oggi diocesi di Villarrica).
Il 15 novembre 1955 ha ceduto una porzione del suo territorio a vantaggio dell'erezione della diocesi di Osorno.

## Cronotassi dei vescovi
Si omettono i periodi di sede vacante non superiori ai 2 anni o non storicamente accertati.
- Augusto Klinke Leier † (19 giugno 1910 - 14 novembre 1928 dimesso)
  - Sede vacante (1928-1931)
- Teodoro Eugenín Barrientos, SS.CC. † (10 aprile 1931 - 20 giugno 1942 nominato ordinario militare in Cile)
  - Sede vacante (1942-1944)
- Arturo Mery Beckdorf † (29 luglio 1944 - 20 aprile 1955 nominato arcivescovo coadiutore di Santiago del Cile[1])
- José Manuel Santos Ascarza, O.C.D. † (21 settembre 1955 - 3 maggio 1983 nominato arcivescovo di Concepción)
- Alejandro Jiménez Lafeble † (12 dicembre 1983 - 29 febbraio 1996 dimesso)
- Ricardo Ezzati Andrello, S.D.B. (28 giugno 1996 - 10 luglio 2001 nominato vescovo ausiliare di Santiago del Cile[2])
- Ignacio Francisco Ducasse Medina (31 maggio 2002 - 8 giugno 2017 nominato arcivescovo di Antofagasta)
  - Sede vacante (2017-2020)[3]
- Santiago Jaime Silva Retamales, dal 23 dicembre 2020

## Statistiche
La diocesi nel 2022 su una popolazione di 394.734 persone contava 267.915 battezzati, corrispondenti al 67,9% del totale.
| anno | popolazione | popolazione | popolazione | presbiteri | presbiteri | presbiteri | presbiteri                | diaconi | religiosi | religiosi | parrocchie |
| anno | battezzati  | totale      | %           | numero     | secolari   | regolari   | battezzati per presbitero | diaconi | uomini    | donne     | parrocchie |
| ---- | ----------- | ----------- | ----------- | ---------- | ---------- | ---------- | ------------------------- | ------- | --------- | --------- | ---------- |
| 1950 | 224.235     | 257.395     | 87,1        | 62         | 18         | 44         | 3.616                     |         | 50        | 121       | 23         |
| 1964 | 200.000     | 225.000     | 88,9        | 43         | 19         | 24         | 4.651                     |         | 30        | 88        | 13         |
| 1968 | 204.120     | 231.955     | 88,0        | 37         | 14         | 23         | 5.516                     |         | 27        | 83        | 12         |
| 1976 | 206.396     | 233.977     | 88,2        | 33         | 11         | 22         | 6.254                     |         | 23        | 74        | 18         |
| 1980 | 221.661     | 251.282     | 88,2        | 35         | 11         | 24         | 6.333                     |         | 35        | 73        | 18         |
| 1990 | 269.035     | 300.324     | 89,6        | 39         | 16         | 23         | 6.898                     |         | 26        | 55        | 23         |
| 1999 | 219.000     | 275.000     | 79,6        | 33         | 14         | 19         | 6.636                     | 18      | 23        | 65        | 18         |
| 2000 | 222.000     | 279.000     | 79,6        | 30         | 12         | 18         | 7.400                     | 19      | 22        | 68        | 18         |
| 2001 | 212.000     | 267.000     | 79,4        | 34         | 13         | 21         | 6.235                     | 19      | 23        | 74        | 19         |
| 2002 | 214.000     | 269.000     | 79,6        | 34         | 13         | 21         | 6.294                     | 19      | 23        | 70        | 19         |
| 2003 | 214.000     | 267.000     | 80,1        | 34         | 13         | 21         | 6.294                     | 19      | 23        | 72        | 19         |
| 2004 | 226.487     | 282.580     | 80,1        | 34         | 13         | 21         | 6.661                     | 19      | 23        | 72        | 19         |
| 2010 | 237.000     | 297.000     | 79,8        | 31         | 17         | 14         | 7.645                     | 25      | 15        | 52        | 17         |
| 2014 | 245.500     | 308.000     | 79,7        | 27         | 10         | 17         | 9.092                     | 28      | 18        | 42        | 17         |
| 2017 | 253.110     | 372.520     | 67,9        | 26         | 12         | 14         | 9.735                     |         | 15        | 45        | 18         |
| 2020 | 260.400     | 383.400     | 67,9        | 30         | 17         | 13         | 8.680                     | 26      | 15        | 37        | 17         |
| 2022 | 267.915     | 394.734     | 67,9        | 18         | 10         | 8          | 14.884                    | 25      | 9         | 30        | 17         |